# Управляемый локальный поиск
Управляемый локальный поиск (англ. Guided Local Search, GLS) — это метаэвристический метод поиска, то есть метод поверх алгоритма локального поиска с целью изменить его поведение. 
Управляемый локальный поиск строит штрафы во время поиска и использует их, чтобы помочь локальным алгоритмам поиска уйти из локального минимума и (почти) горизонтальных участков. Когда локальный алгоритм поиска попадает в локальный минимум, GLS модифицирует целевую функцию с помощью специальной схемы (объяснена ниже). Затем локальный поиск работает с этой увеличенной целевой функцией, которая строится так, чтобы вывести из локального оптимума. Ключевым вопросом является способ модификации целевой функции.
Управляемый локальный поиск (англ. guided local search) был
предложен Вудурисом (Voudouris) и Цангом (Tsang).

## Обзор

### Свойства решения
Для применения GLS свойства решения должны быть определены для заданной задачи. Свойства решения определены для разграничения решений с различными характеристиками, так что области сходства вокруг оптимума могут быть распознаны и исключены. Выбор свойств решения зависит от типа задачи и также от алгоритмов поиска. Для каждого свойства {\displaystyle f_{i}} определяется ценовая функция {\displaystyle c_{i}}. 
Каждое свойство ассоциируется со штрафом {\displaystyle p_{i}} (первоначально равным  0), отражающим число попаданий свойства в локальный минимум. 
Свойства и цены зачастую приходят прямо вместе с целевой функцией. Например, в задаче коммивояжёра «маршрут из города X идёт непосредственно в город Y» можно рассматривать как свойство. Расстояние между X и Y можно определить как цену. В задачах SAT и взвешенной MAX-SAT свойствами могут быть «утверждение C удовлетворяет текущим назначениям переменных». 
На уровне реализации мы определяем для каждого свойства {\displaystyle i} характеристическую функцию {\displaystyle I_{i}}, указывающую, представлено ли свойство в текущем решении или нет. {\displaystyle I_{i}} равно 1, если решение {\displaystyle x} содержит свойство {\displaystyle i}, 0 в противном случае.

### Выборочные изменения штрафов
GLS вычисляет полезность штрафов для каждого свойства. Когда алгоритм локального поиска возвращает локальный минимум x, GLS штрафует все те свойства (путём увеличения штрафа на свойство), представленные в решении, в которых имеется максимальная полезность {\displaystyle \operatorname {util} (x,i)}, как определено ниже. 
{\displaystyle \operatorname {util} (x,i)=I_{i}(x){\frac {c_{i}(x)}{1+p_{i}}}.}
Идея заключается в штрафе свойств, которые имеют высокие цены, хотя полезность делать так уменьшается, когда свойство штрафуется часто.

### Поиск увеличенной функции цены
GLS использует увеличение функции цены (определённое ниже), чтобы позволить управлению алгоритма локального поиска по выводу из локального минимума путём штрафования свойств, представленных в локальном минимуме. Идея заключается в том, чтобы сделать локальный минимум более дорогим, чем окружающее пространство поиска, где эти свойства не представлены.
{\displaystyle g(x)=f(x)+\lambda a\sum _{1\leq i\leq m}I_{i}(x)p_{i}}
Может быть использован параметр {\displaystyle \lambda }, чтобы изменить интенсивность поиска решений. Более высокие значения {\displaystyle \lambda } приведёт к более широкому поиску, когда горизонтальные участки и впадины просматриваются более грубо. Низкое значение приведёт к более детальному поиску на горизонтальных участках и впадинах. Коэффициент {\displaystyle a} используется для того, чтобы сделать штрафную часть целевой функции более сбалансированной относительно изменений целевой функции, и зависит от задачи. Простой эвристический подход для назначения {\displaystyle a} — просто записывать среднее изменение в целевой функции до первого локального минимума, а потом установить {\displaystyle a} в это значение, делённое на число свойств GLS в задаче.

### Расширения управляемого локального поиска
Миллс (2002) описал расширенный управляемый локальный поиск (EGLS), который использует случайные движения и критерий использования, специально разработанный для основанных на штрафных схемах. Получающийся алгоритм улучшает устойчивость GLS относительно разброса параметров, особенно в случае квадратичной задачи о назначениях. Основная версия алгоритма GLS, использующая восхождение на основе минимального конфликта и частично основанная на GENET для удовлетворения ограничений и оптимизации, была реализована в проекте Computer Aided Constraint Programming (Компьютеризованное Программирование в Ограничениях).
Алшедди (2011) расширил управляемый локальный поиск для многокритериальной оптимизации и продемонстрировал его использование в планировании.

## Связанные работы
GLS была построена на системе GENET, которую разработали Чанг Ван, Эдвард Цанг и Эндрю Дэвенпорт.
Метод прорыва очень похож на GENET. Он был разработан для удовлетворения ограничений. 
Поиск с запретами — это класс методов поиска, который может быть реализован для специфичных методов. GLS можно рассматривать как специальный случай поиска с запретами. 
Используя GLS поверх генетического алгоритма, Тунг-ленг Лау ввёл управляемый генетический алгоритм (англ. Guided Genetic Programming, GGA). Он был успешно применён для общей задачи назначения (для расписаний), задачи конфигурации процессоров и назначения радиочастот (военного назначения).
Чой, Ли и Стаки представили GENET как лагранжианов поиск.